# جورج نيلسون ليستير
جورج نيلسون ليستير (بالإنجليزية: George Nelson Lester)‏ هو محامي وسياسي أمريكي، ولد في 13 مارس 1824 في الولايات المتحدة، وتوفي في 30 مارس 1892. انتخب عضو مجلس نواب جورجيا.